# Allen Bula
Allen Bula (n. Gibraltar, 4 de enero de 1965) es un exfutbolista y actual entrenador de fútbol. Fue el primer técnico de la selección de fútbol de Gibraltar. Es el tío del también futbolista Danny Higginbotham.

## Biografía
Jugó como futbolista en el Manchester 1962 FC, Gibraltar United FC, St. Joseph's FC y en el Glacis United FC, club en el que se retiró en 1987 tras sufrir una grave lesión de rodilla. 
En 2002, el MFK Košice le fichó como director deportivo del fútbol base, hasta que en 2006 obtuvo el cargo de entrenador de la cantera. En 2010, tras dejar el cargo, la selección de fútbol de Gibraltar le contrató como seleccionador del combinado nacional. Dirigió al equipo en los primeros 4 partidos de clasificación para la Eurocopa 2016, pero al perder todos ellos, fue destituido.

## Clubes

### Como futbolista
| Club                | País      | Año     |
| ------------------- | --------- | ------- |
| Manchester 1962 FC  | Gibraltar | ¿?-¿?   |
| Gibraltar United FC | Gibraltar | ¿?-¿?   |
| St. Joseph's FC     | Gibraltar | ¿?-¿?   |
| Glacis United FC    | Gibraltar | ¿?-1987 |

### Como entrenador
| Club                             | País       | Año       |
| -------------------------------- | ---------- | --------- |
| MFK Košice (cantera)             | Eslovaquia | 2006-2009 |
| Selección de fútbol de Gibraltar | Gibraltar  | 2009-2015 |
| Lynx FC (director deportivo)     | Gibraltar  | 2015-2017 |
| FC Boca Gibraltar                | Gibraltar  | 2018-2019 |
| Europa Point FC                  | Gibraltar  | 2019      |
| Mons Calpe SC                    | Gibraltar  | 2022      |
| Manchester 62 FC                 | Gibraltar  | 2023      |